# San Vicente de Arévalo
San Vicente de Arévalo ist ein zentralspanischer Ort und eine Gemeinde (Municipio) mit 165 Einwohnern (Stand: 2024) in der Provinz Ávila in der Autonomen Region Kastilien-León. 

## Lage und Klima
San Vicente de Arévalo liegt auf der Südseite der Sierra de Gredos in der Provinz Ávila in einer Höhe von ca. 875 m. 
Die Entfernung nach Ávila beträgt knapp 34 km (Fahrtstrecke) in südsüdöstlicher Richtung. Das Klima ist gemäßigt bis warm; der Regen (ca. 447 mm/Jahr) fällt mit Ausnahme der trockenen Sommermonate übers Jahr verteilt.

## Bevölkerungsentwicklung
| Jahr      | 1970 | 1981 | 1991 | 2001 | 2011 | 2021 |
| Einwohner | 347  | 289  | 260  | 222  | 203  | 172  |

## Sehenswürdigkeiten

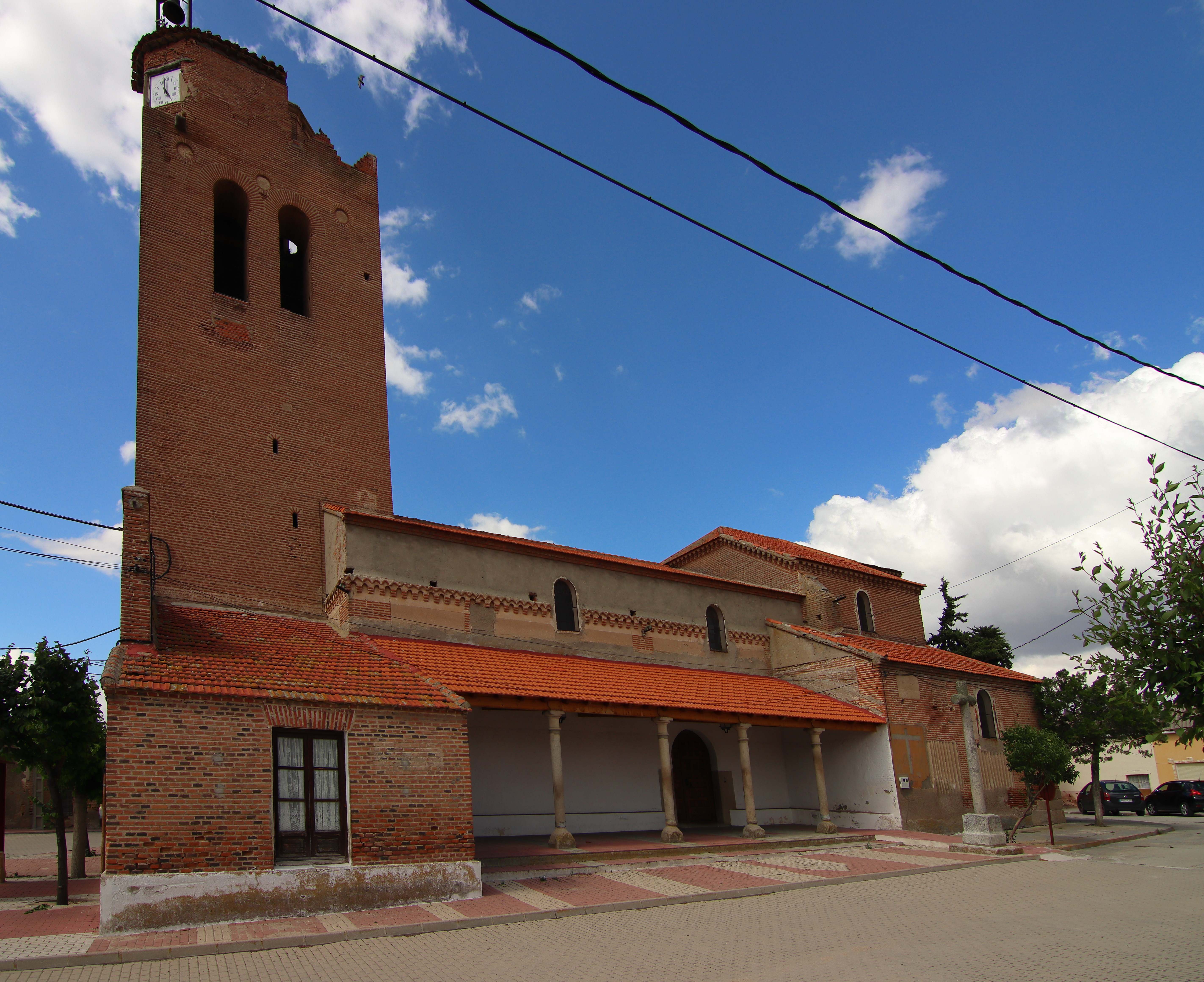
Reste der Burganlage
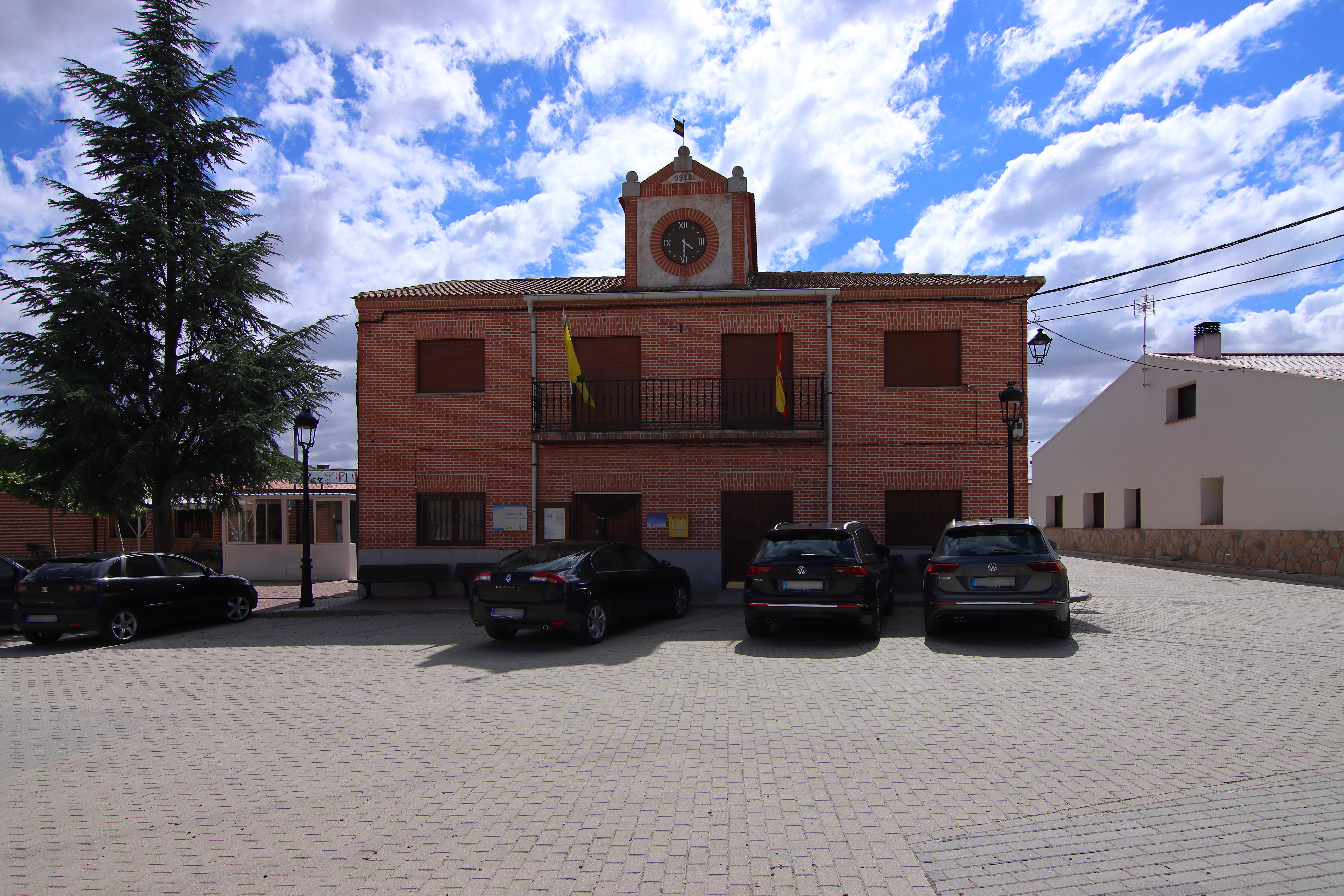
Kirche Mariä Himmelfahrt

- Kirche Mariä Himmelfahrt
- Rathaus